# Trnjane (Požarevac)
Pour les articles homonymes, voir Trnjane.
Trnjane (en serbe cyrillique : Трњане) est un village de Serbie situé sur le territoire de la ville de Požarevac, district de Braničevo. Au recensement de 2011, il comptait 782 habitants.

## Démographie

### Évolution historique de la population
| 1948  | 1953  | 1961  | 1971  | 1981  | 1991  | 2002 | 2011 |
| ----- | ----- | ----- | ----- | ----- | ----- | ---- | ---- |
| 1 586 | 1 606 | 1 544 | 1 455 | 1 376 | 1 241 | 915  | 782  |

|  |